# Смертельные сказки (телесериал)
«Смертельные сказки» (англ. Deadtime Stories) — американский телесериал, основанный на одноимённой серии книг и являющийся спин-оффом к одноимённому фильму 1986 года выпуска. Премьера первой серии состоялась на телеканале Nickelodeon 2 ноября 2012 года. Всего было выпущено 11 эпизодов.

## Сюжет
Каждый эпизод начинается с того, что няня (Дженнифер Стоун) читает различным детям одну из серии книг «Страшные истории».

## Эпизоды
- 1. Серьезные тайны (с англ. — «Grave Secrets») — Аманду Питерсон преследует призрак молодой девушки, которая не успокоится, пока Аманда не поможет ей найти куклу, которую соседка Аманды хранит под землёй.
- 2. Вторжение яблонеголовых (с англ. — «Invasion of the Appleheads») —  Кэти и Энди Лоуренс, находясь в яблоневом саду, узнают кое-что о том, что давным-давно люди были прокляты и превращены в зомби.
- 3. Рядом появился Паук (с англ. — «Along Came a Spider») — Когда Макс и Майки натыкаются на научный набор, они обнаруживают, что некоторые мертвые животные в наборе не мертвы.
- 4. Игра ведьмы (с англ. — «The Witching Game») — Когда Линдси Джордан и ее друзья играют в игру желаний "Кровавая Мэри" перед странным антикварным зеркалом, одно за другим их желания начинают сбываться с ужасающими результатами.
- 5. Чудовище Баскервиля (с англ. — «The Beast of Baskerville») — За Адамом Райли и его друзьями охотится человек-монстр Джимми Лидс во время похода.
- 6. Террор в крошечном городке (с англ. — «Terror in Tiny Town») — Вилли Тайлер узнает ужасающую правду о кукле в своей последней модели поезда.
- 7. Месть гоблинов (с англ. — «Revenge of the Goblins») — Когда Нина Руссо и ее друг Сэмми натыкаются в лесу на жуткое старое дерево с вырезанной в стволе дверью, они находят внутри маленькую зеленую статуэтку, держащую светящийся шар, и когда Сэмми вынимает шар, он неосознанно открывает дверь в мир гоблинов.
- 8. Дедушкины фильмы о монстрах (с англ. — «Grandpa's Monster Movies») — Посмотрев фильмы о монстрах на семейном торжестве, Катан Томас и Леа Роуз узнают тревожную тайну о своей семье.
- 9. Призрачный рыцарь (с англ. — «Ghost Knight») — Коди, навещая своего дедушку Томми, подумал, что единственное волнение вызовет сумасшедший мистер Дживерс, который очень безрассудно водит гольф-кар и продолжает разглагольствовать о "безумце-убийце с металлической головой".
- 10. Маленький волшебный магазинчик ужасов (с англ. — «Little Magic Shop of Horrors») — Питер Ньюман покупает волшебный набор в незнакомом магазине, чтобы выступить на школьном шоу талантов, и обнаруживает, что магия опасна, когда он случайно обезглавливает своего лучшего друга Бо.
- 11. Кто сейчас хихикает? (с англ. — «Who's Giggling Now?») — Нэнси Патански берет с собой подругу посидеть с детьми в доме, в котором до сих пор обитает дух его предыдущего владельца, Генри Говарда Фроама, он же Клоун-убийца.

## Критика
Феликс Васкес из Bloody Disgusting оценил сериал положительно назвав его «очаровательным» хоррором с «подлинным» оттенком Хэллоуина.